# Resi Hammerer
Therese »Resi« Hammerer-Giger, avstrijska alpska smučarka, * 18. februar 1925, Hirschegg, † 14. junij 2010.
Svoj največji uspeh kariere je dosegla na Olimpijskih igrah 1948, ko je osvojila bronasto medaljo v smuku, tekma je štela tudi za svetovno prvenstvo, dosegla je še sedmo mesto v slalomu in dvanajsto mesto v kombinaciji. Nastopila je tudi na Svetovnem prvenstvu 1950, kjer je bila sedma v veleslalomu, deveta v slalomu in deseta v smuku. Štirikrat je postala avstrijska državna prvakinja v alpskem smučanju, dvakrat v slalomu ter po enkrat v smuku in kombinaciji.